# Av. 68 - Calle 53 (estación)
La estación sencilla Calle 53 hará parte del sistema de transporte masivo de Bogotá, TransMilenio, inaugurado en el año 2000.

## Ubicación
La estación está ubicada específicamente sobre la Avenida Carrera 68 entre calle 53 y calle 54.
Atenderá la demanda de los barrios Jardín Botánico, El Salitre y sus alrededores. En las cercanías se encuentra la sede recrativa Compensar.

## Origen del nombre
La estación no cuenta aún con un nombre oficial, sin embargo, provisionalmente y durante la etapa de construcción se le asigna un nombre provisional relacionado con la nomenclatura de las vías más cercanas o que servirán de acceso a la misma. Previo a la puesta en funcionamiento de la troncal, se realizó un proceso de selección del nombre con la comunidad para generar apropiación del sistema.

## Historia
En noviembre de 2018 se anunció el convenio de financiación entre el Gobierno Nacional y el Distrito que asegura los recursos para la construcción de las troncales de la avenida Ciudad de Cali y la avenida Congreso Eucarístico. En octubre de 2019 se inició el proceso de licitación para diseñar y construir esta troncal, y finalmente, el 23 de enero de 2020 se adjudicó la construcción de esta troncal. El acta de inicio fue firmada a finales de junio del mismo año.

## Servicios de la estación

### Esquema
| ← Norte       |               |                 |
| sin servicios | sin servicios | Calle 53        |
| Vagón 2       | Vagón 1       | En construcción |
| sin servicios | sin servicios | Calle 53        |
| Sur →         |               |                 |

### Servicios urbanos
Así mismo funcionan las siguientes rutas urbanas del SITP en los costados externos a la estación, circulando por los carriles de tráfico mixto sobre la Avenida Carrera 68, con posibilidad de trasbordo usando la tarjeta TuLlave:
| Código | Sector              | Dirección     | Rutas                                                           |
| ------ | ------------------- | ------------- | --------------------------------------------------------------- |
| 116A05 | K Br. Salitre Greco | AK 68 - CL 46 | A306A503A606A610B303B326B904C137C705K627 12 291 661 E44 P500 Z8 |
| 116B05 | K Br. Salitre Greco | AK 68 - CL 46 | A518A611C122C404D630 367 634 T62 Z4B                            |
| 116C05 | K Br. Salitre Greco | AK 68 - CL 45 | A305B916D607D800 576 C101                                       |
| 116D05 | K Br. Salitre Greco | AK 68 - CL 44 | A410A427C156D208 SE6                                            |
| 115A05 | K AC 26             | AK 68 - CL 44 | G137H610H705K326K904 291 661 E44 T62 Z8                         |
| 115B05 | K AC 26             | AK 68 - CL 44 | H606H611H630K122L800 634 Z4B                                    |
| 115C05 | K AC 26             | AK 68 - CL 46 | F404G208H607K303K305K916 576 C101                               |
| 115D05 | K AC 26             | AK 68 - CL 46 | F410F427G156K306 12 367 SE6                                     |

## Ubicación geográfica
| Noroeste: Engativá                                | Norte: Engativá           | Nordeste: N Parque Simón Bolívar |
| Oeste: K El Tiempo - Cámara de Comercio de Bogotá |                           | Este: Teusaquillo                |
| Suroeste: N Av. Esperanza                         | Sur: K Salitre - El Greco | Sureste: Teusaquillo             |